# المدينة الاصطناعية
المدينة الاصطناعية (بالكورية: 공작도시)؛  هو مسلسل تلفزيوني كوري جنوبي لعام 2021، من بطولة سو آي، كيم كانغ وو. تدور أحداث المسلسل حول مجتمع تختلف فيه شخصياتهم رغباتهم ونفسياتهم، مما يدفعهم لإخفاء جوانبهم المظلمة، تم عرضه على قناة JTBC في 8 ديسمبر 2021 إلى 10 فبراير 2022، تم بثه كل يومي الأربعاء والخميس الساعة 10.30 مساءاً بتوقيت (KST).

## القصة
تروي الدراما قصة الأشياء التي تفقد معناها عندما يلعب الجشع والقوة، مجموعة كبيرة، سونغجين جروب، التي لها نفوذ على الدوائر السياسية والمالية في كوريا الجنوبية تمتلك متحفًا فنيًا اسمه «سباس جين». يون جاي هي (سو آي) ، زوجة الابن الثاني للأسرة، هي المسؤولة عن متحف الفني، تكره الفقر لذا تخلت عن حبيبها القديم وتزوجت من جونغ جون هيوك (كيم كانغ وو) ، وهو ابن غير شرعي لمجموعة سونغجين جروب، حتى أنها تحارب مجموعة سونغجين لجعل زوجها رئيسًا للبلاد، بمساعدة المدعي العام، يبدو أن زوجها يتظاهر كما لو أنه ليس لديه مثل هذا الطموح ولكنه في الداخل ينتظر اليوم الذي يمكنه فيه السيطرة على ما يريده.

## بطولة
- سو آي بدور يون جاي هي.[8][9]

الزوجة الثانية لعائلة سونغجين، المسؤولة عن متحف الفني «سباس جين» .
- كيم كانغ وو في دور جونغ جون هيوك.[10]

شقيق جونغ جون ايل، ابن خارج نطاق الزواج لمجموعة سونغ جين، مذيع شهير.
- كيم يونغ جاي بدور جونغ جون إيل.[11]

نائب رئيس مجلس إدارة مجموعة سونغجين والابن الأكبر للعائلة.
- كيم مي سوك في دور سيو هان سوك.[12][13]

والدة جونغ جون إيل، ورئيسة مؤسسة سونغجين الثقافية.

## المشاهدات
| الموسم | الموسم | رقم الحلقة | رقم الحلقة | رقم الحلقة | رقم الحلقة | رقم الحلقة | رقم الحلقة | رقم الحلقة | رقم الحلقة | رقم الحلقة | رقم الحلقة | رقم الحلقة | رقم الحلقة | رقم الحلقة | رقم الحلقة | رقم الحلقة | رقم الحلقة | رقم الحلقة | رقم الحلقة | رقم الحلقة | رقم الحلقة | المتوسط |
| الموسم | الموسم | 1          | 2          | 3          | 4          | 5          | 6          | 7          | 8          | 9          | 10         | 11         | 12         | 13         | 14         | 15         | 16         | 17         | 18         | 19         | 20         | المتوسط |
| ------ | ------ | ---------- | ---------- | ---------- | ---------- | ---------- | ---------- | ---------- | ---------- | ---------- | ---------- | ---------- | ---------- | ---------- | ---------- | ---------- | ---------- | ---------- | ---------- | ---------- | ---------- | ------- |
|        | 1      | 701        | غ/م        | 747        | 612        | 771        | 671        | 700        | غ/م        | 752        | غ/م        | 752        | غ/م        | 789        | 861        | 720        | 798        | 684        | 905        | 839        | 916        | N/A     |

وفقا لنيلسن كوريا، قد حققت الحلقة الأولى من المسلسل نسبة 3.5% بحوالي 701 الف مشاهدة. 
| رقم    | تاريخ البث     | متوسط حصة الجمهور | متوسط حصة الجمهور |
| رقم    | تاريخ البث     | AGB Nielsen       | AGB Nielsen       |
| رقم    | تاريخ البث     | على الصعيد الوطني | سيئول             |
| ------ | -------------- | ----------------- | ----------------- |
| 1      | 8 ديسمبر 2021  | 3.576%            | 4.279%            |
| 2      | 9 ديسمبر 2021  | 2.6%              | 2.920%            |
| 3      | 15 ديسمبر 2021 | 3.895%            | 4.310%            |
| 4      | 16 ديسمبر 2021 | 3.1%              | 3.977%            |
| 5      | 22 ديسمبر 2021 | 4.072%            | 4.697%            |
| 6      | 23 ديسمبر 2021 | 3.166%            | 4.183%            |
| 7      | 29 ديسمبر 2021 | 3.561%            | 3.797%            |
| 8      | 30 ديسمبر 2021 | 2.977%            | 3.854%            |
| 9      | 5 يناير 2022   | 3.414%            | 3.843%            |
| 10     | 6 يناير 2022   | 3.221%            | 3.773%            |
| 11     | 12 يناير 2022  | 3.929%            | 4.345%            |
| 12     | 13 يناير 2022  | 3.438%            | 3.732%            |
| 13     | 19 يناير 2022  | 3.867%            | 4.790%            |
| 14     | 20 يناير 2022  | 4.217%            | 4.582%            |
| 15     | 26 يناير 2022  | 3.784%            | 4.268%            |
| 16     | 27 يناير 2022  | 3.907%            | 4.280%            |
| 17     | 2 فبراير 2022  | 3.105%            | 3.473%            |
| 18     | 3 فبراير 2022  | 4.526%            | 5.051%            |
| 19     | 9 فبراير 2022  | 4.104%            | 4.642%            |
| 20     | 10 فبراير 2022 | 4.695%            | 5.486%            |
| المعدل | المعدل         | 3.660%            | 4.214%            |

## الإنتاج

### صناعة
المسلسل من إخراج جيون تشانغ جيون مخرج قسم كي بي سي دراما السابق، الذي عمل على مسلسلات عائلية مثل: أيام جميلة، طفلي العزيز، حياتي حلوة ومرة، ما خطب هذه العائلة؟، ومن كتابة سون يي دونغ وهو أول مشروع لها، يتولى إنتاج المسلسل شركة «هايستوري دي سي» بتنسيق مع جي تي بي سي إستوديوز.

### موسيقى
مسؤول الموسيقى المسلسل «جاي مي» (الاسم الحقيقي كانغ دونغ يون) هو نفس الموسيقي الذي تولى إدارة موسيقى مسلسلات مثل حبيبة زوجي، ملك الأزياء، قناع العروس، أحفاد الشمس، ما الخطب بونغ سانغ، ضبابي، بابل، عالم المتزوجين، وآخرها أكاديمية الشرطة، جيريسان، يوم واحد عادي وغيرها، وهو أحد أبرز الموسيقيين في كوريا الجنوبية.

### طاقم
في ديسمبر 2020 ، أعلنت شركة استوديو سانتا كلوز إنترتاينمنت ان سو أي، قد عُرض عليها الإنضمام للمسلسل لدور الرئيسي . وكان أخر ظهور لها عام 2016 في مسلسل الغريب الحلو وأنا. في 6 يناير 2021 ، أعلنت شركة كينج إنترتاينمنت أن كيم كانغ-وو قد عُرض عليه دور رئيسي للمسلسل، كان آخر ظهور له في مسلسل امراة 9.9 مليون في عام 2019.

### التصوير
اختتم تصوير الاجزاء الرئيسيه في 29 مارس 2021.
تم إصدار أول صور للقراءة الأولى للسيناريو في 3 نوفمبر ، 2021.

## روابط خارجية
- على الموقع الرسمي.
- المدينة الاصطناعية على موقع IMDb (الإنجليزية)
- المدينة الاصطناعية على موقع نتفليكس (الإنجليزية)
- المدينة الاصطناعية على موقع كينوبويسك (الروسية)
- المدينة الاصطناعية على موقع قاعدة بيانات الفيلم (الإنجليزية)
- المدينة الاصطناعية على هانسينما